# 대한민국 상법 제389조
대한민국 상법 제389조는 대표이사에 대한 상법 회사법의 조문이다.

## 조문
제389조 (대표이사) (1) 회사는 이사회의 결의로 회사를 대표할 이사를 선정하여야 한다. 그러나 정관으로 주주총회에서 이를 선정할 것을 정할 수 있다.

(2) 전항의 경우에는 수인의 대표이사가 공동으로 회사를 대표할 것을 정할 수 있다.

(3) 제208조제2항, 제209조, 제210조와 제386조의 규정은 대표이사에 준용한다.

第389條 (代表理事) ① 會社는 理事會의 決議로 會社를 代表할 理事를 選定하여야 한다. 그러나 定款으로 株主總會에서 이를 選定할 것을 定할 수 있다.
②前項의 境遇에는 數人의 代表理事가 共同으로 會社를 代表할 것을 定할 수 있다.
③第208條第2項, 第209條, 第210條와 第386條의 規定은 代表理事에 準用한다.

## 사례
- AㆍBㆍC씨는 자본금 1억원을 출자, ‘갑’ 주식회사를 공동으로 설립하고 각각 갑 회사의 이사로 선임된 후 이사회에서 A씨를 대표이사로 선임한 경우 정관에서 주주총회로 대표이사를 선임하도록 정하지 않았다면 이 선임은 적법하다[1].

## 판례
- 회사의 대표이사가 그 업무집행중 불법행위로 인하여 제3자에게 손해를 가한 때에는 대표이사는 회사와 연대하여 배상할 책임이 있고 그 불법행위는 고의는 물론 과실 있는 때에도 성립한다[2]
- 회사의 운영권을 인수한 자라 하더라도 그가 이사회에서 대표이사로 선정된 바 없는 이상 회사의 적법한 대표자라고 볼 수 없다[3]
- [4]
- 주식회사의 대표이사가 이사회의 결의를 거쳐야 할 대외적 거래행위에 관하여 이를 거치지 아니한 경우라도, 이와 같은 이사회 결의사항은 회사의 내부적 의사결정에 불과하다 할 것이므로, 그 거래 상대방이 그와 같은 이사회 결의가 없었음을 알았거나 알 수 있었을 경우가 아니라면 그 거래행위는 유효하다 할 것이고, 이 경우 거래의 상대방이 이사회의 결의가 없었음을 알았거나 알 수 있었음은 이를 주장하는 회사측이 주장·입증하여야 한다.[5]
- 주식회사 대표이사의 불법행위로 인한 타인의 손해에 대하여 공동면책을 얻게 한 다른 공동불법행위자가 공동대표이사 중 한 사람을 상대로 구상권을 행사하는 경우, 그 공동대표이사가 응하여야 하는 구상의 범위는 주식회사의 부담부분 전체이고 이 때 회사와 공동대표이사들 사이 또는 각 공동대표이사사이의 내부적인 부담비율을 내세워 구상권자에게 대항할 수 없다[6]

## 같이 보기
- 대한민국 상법 제395조 표현대표이사의 행위와 회사의 책임